# Fahéjszínű amazília
A fahéjszínű amazília (Amazilia rutila) a madarak osztályának sarlósfecske-alakúak (Apodiformes) rendjébe és a kolibrifélék (Trochilidae) családjába tartozó faj.

## Rendszerezése
A fajt Adolphe Delattre mexikói természettudós írta le 1842-ben, az Ornismya nembe Ornismya rutila néven.

## Alfajai
- Amazilia rutila diluta – (Rossem, 1938)
- Amazilia rutila graysoni – (Lawrence, 1867)
- Amazilia rutila rutila – (Lesson, 1842)
- Amazilia rutila corallirostris – (Bourcier & Mulsant, 1846)[2]

## Előfordulása
Az Amerikai Egyesült Államok, Mexikó, Belize, Costa Rica, Guatemala, Honduras, Nicaragua és Salvador területén honos. 
Természetes élőhelyei a szubtrópusi vagy trópusi száraz erdők, síkvidéki- és hegyi esőerdők, száraz szavannák, síkvidéki száraz cserjések, valamint erősen leromlott egykori erdők és városi környezet. Állandó, nem vonuló faj.

## Megjelenése
Testhossza 10 centiméter, testtömege 4,5-6 gramm.
|  |

## Életmódja
Nektárral és rovarokkal táplálkozik.

## Természetvédelmi helyzete
Az elterjedési területe elég nagy, egyedszáma ismeretlen. A Természetvédelmi Világszövetség Vörös listáján nem veszélyeztetett fajként szerepel.